# Magdalena Rzeczkowska

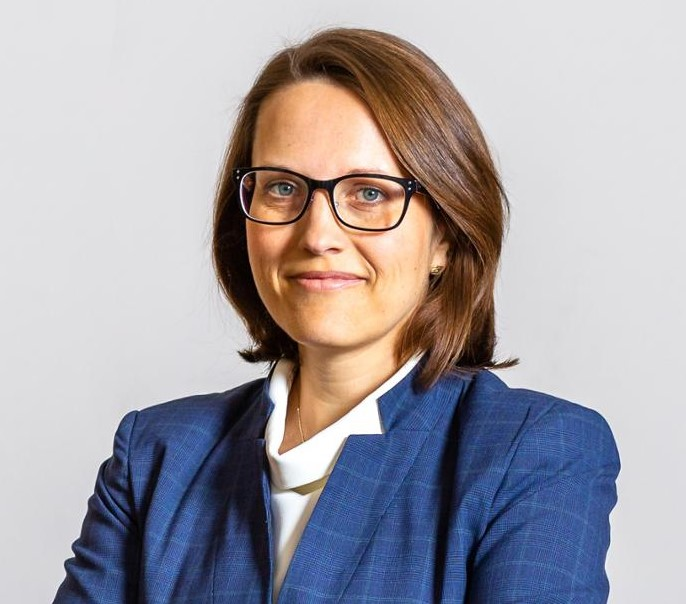
Magdalena Rzeczkowska (2020)

Magdalena Anna Rzeczkowska, geborene Kalisiak (* 22. April 1974 in Warschau), ist eine polnische Zoll- und Steuerbeamtin. Sie war ab April 2022 bis zur Abwahl des Kabinetts Morawiecki II war sie Finanzministerin.

## Leben
Sie absolvierte 1998 die Fakultät für Rechts- und Verwaltungswissenschaften der Universität Warschau. 2001 absolvierte sie ein Aufbaustudium am Europäischen Zentrum der Universität Warschau (CE UW). Ab 1998 war sie an der Hauptzollverwaltung (Główny Urząd Ceł) beschäftigt. Nach deren Auflösung im Jahr 2002 wechselte sie ins Finanzministerium, wo sie zur Leiterin der Zollabteilung aufstieg.
Im März 2020 wurde sie Leiterin der Nationalen Steuerverwaltung (Krajowa Administracja Skarbowa) verbunden mit der Stellung einer Staatssekretärin im Finanzministerium. Im April 2022 wurde sie zunächst zu einer der beiden Oberinspekteure des Zoll-Steuer-Dienstes (Służba Celno-Skarbowa) und dann auch noch zur Finanzministerin ernannt.

## Privates
Sie ist verheiratet und hat drei Söhne.